# Muhammad Husajn Tabataba’i
Muhammad Husajn Tabataba'i, Muhammad Husayn Tabā ī (ur. 1903 w Tebrizie, zm. w listopadzie 1981 w Komie) – irański filozof i teolog szyicki.
Od 1945 działał w Komie, gdzie jego uczniami byli m.in. Morteza Motahhari i H.S. Nasr. Zajmował się głównie filozofią, mistycyzmem i islamską gnozą. Sprzeciwiał się sekularyzacyjnym procesom w Iranie w przekonaniu, że myśl szyicka może przeciwstawić się zachodnim ideologiom. Przyjaźnił się z francuskim orientalistą Henrym Corbinem i z niemieckim filozofem Martinem Heideggerem. Jest autorem m.in. komentarzy do Koranu i do Nahdż al-Balagha Alego ibn Abi Taliba. W języku polskim został opublikowany zbiór jego wykładów Zarys nauk islamu (1990).